# Бабичи (Черкасская область)
Бабичи (укр. Бабичі) — село в Черкасском районе Черкасской области Украины.
Население по переписи 2001 года составляло 164 человека. Занимает площадь 0,869 км². Почтовый индекс — 19035. Телефонный код — 4736.

## История
Близ села, на правом берегу реки Росавы, городище и селище с материалами XII—XIII вв.

Шлемы из кочевнических захоронений. Из коллекции Н. Е. Бранденбурга

Курган у села был раскопан Н. Е. Бранденбургом в 1898 г. Курганные захоронения со снаряжением всадника свидетельствуют и о присутствии степняков. При погребениях найдены бронзовая неорнаментированная пальчатая фибула, детали массивного серебряного поясного набора - бляхи и наконечники, бронзовые зеркало и шпора. Также найден шлем.
Здесь были также найдены изделия Субботцевского типа. Неподалёку находятся Сахновское и Каневские поселения.

## Местная власть
19035, Черкасская обл., Черкасский р-н, г. Канев